# Хадзидакис, Ларри
Элефте́риос «Ла́рри» Хадзида́кис (англ. Eleftherios «Larry» Chatzidakis; род. 24 июня 1949) — американский бизнесмен и политик-республиканец, член Генеральной ассамблеи Нью-Джерси. Активный член греческой общины США.

## Биография
Родился в греческой семье, имеет троих братьев. В 1947 году его родители покинули Афины (Греция), отправившись сначала в Каракас (Венесуэла) и Монреаль (Канада), в 1955 году окончательно поселившись в Филадельфии (Пенсильвания, США). Отец Ларри, Эммануил Полидорос Хадзидакис (1920—2007), ветеран Второй мировой войны, был родом из Пирея, его предки происходили из деревни Меронас на Крите. В раннем возрасте потерял мать. Будучи в Венесуэле, женился на возлюбленной детства Марии Фостире.
В 1971 году окончил Университет Вилланова со степенью бакалавра психологии.
На протяжении почти 50 лет работал в автодилере Dakis Oldsmobile, принадлежавшем его отцу.
Член совета (1985—2000) и мэр (1988, 1992, 1996, 2000) тауншипа Маунт-Лорел, член Совета избранных фригольдеров округа Берлингтон (1995—1997) и Генеральной ассамблеи Нью-Джерси (1997—2008).
В 2006 году Генеральная ассамблея Нью-Джерси приняла резолюцию AR112 по Кипру, авторами которой были Ларри Хадзидакис и Стив Кородимас, призвавшие США выступить в качестве инициатора справедливого и мирного разрешения Кипрского конфликта.

## Личная жизнь
Женат, имеет троих детей. Проживает в Маунт-Лореле.